# ام‌گه ۴۲
ام‌گه ۴۲ (آلمانی: MG 42 مخفف MaschinenGewehr 42) یک مسلسل چندمنظوره بود که با کالیبر ۷٫۹۲×۵۷ م‌م موزر به عنوان جایگزین ام‌گه ۳۴ توسط ورنر گرونر در آلمان طراحی و به شکل گسترده به وسیله ورماخت و وافن اس‌اس در نیمه دوم جنگ جهانی دوم به کار برده شد.
ام‌گه ۴۲ مسلسلی قابل اتکا، ارزان قیمت، با تولید و استفاده آسان و نواخت تیر بالا بود که در زمین گیر کردن نفرات دشمن به شدت مؤثر عمل می‌کرد. با این وجود این که هدف از طراحی سلاح جدید جبران گرانی و طولانی بودن فرایند تولید نمونه پیشین بود، هر دو مسلسل تا پایان جنگ تولید گردیدند. ام‌گه ۴۲ به صورت تحت لیسانس و کپی پس از پایان جنگ جهانی دوم نیز تولید و در سازمان‌های مسلح متعددی استفاده شد. این مسلسل همچنین مبنای تولید نمونه‌های جدید و پیشرفته همانند ام‌گه۳ نیز بوده‌است.

## کاربران
- الجزایر: جبهه آزادی‌بخش میهنی[۱]
- اتریش[۲]
- بنگلادش: جنگ استقلال[۳]
- بوسنی و هرزگوین: ام۵۳[۴]
- کرواسی: ام۵۳[۴]
- فنلاند: صرفاً ارزیابی
- فرانسه[۵]
- آلمان
- مجارستان[۶]
- جمهوری اجتماعی ایتالیا[۷]

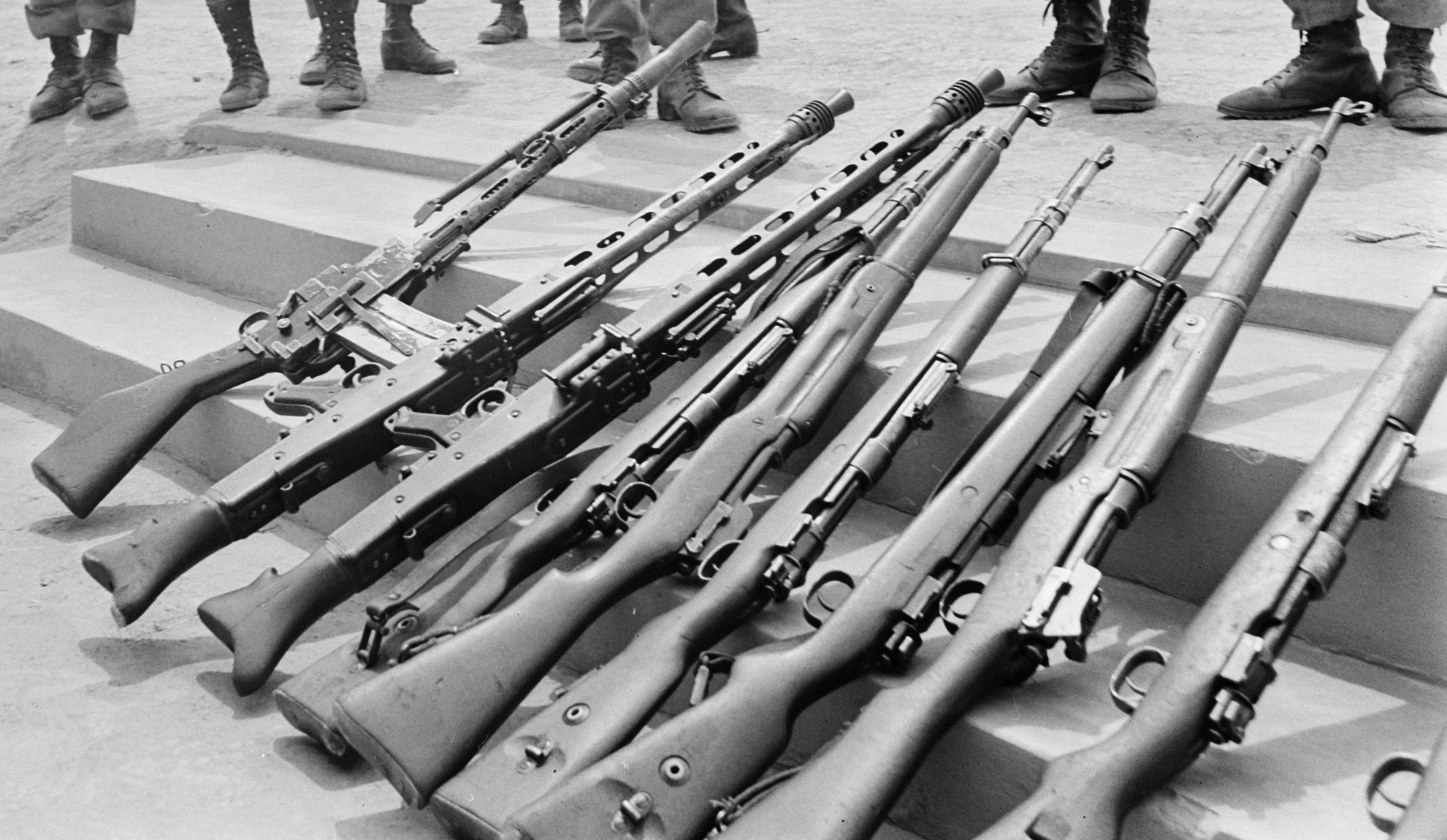
ام‌گه ۴۲، دومی و سومی از چپ در کمپ آمورشی گروه شبه نظامی موسوم به جبهه آزادیبخش ملی آنگولا در زئیر در کنار سایر تفنگ‌های جنگ اول و دوم جهانی، ۱۹۷۳

- نروژ: غنیمت گرفته شده از آلمان، فروش به سایر کشورها[۸]
- پرتغال: با عنوان ام/۹۴۴,[۹] جایگزینی با اف‌ان مینیمی[۱۰]
- پادشاهی رومانی: دریافت ۴۴۰ قبضه از آلمان در سال ۱۹۴۳[۱۱]
- سومالی[۱۲]
- تونس: استفاده در بحران بنزرت[۱۳]
- آلمان غربی[۱۴][۱۵]
- جمهوری فدرال سوسیالیستی یوگسلاوی – تولید با عنوان ام۵۳[۴]
- زئیر – ام‌گه ۴۲ و ام۵۳[۱۶]